# Richard Kuhn
Richard Kuhn (Beč 3. prosinca 1900. - Heidelberg 1. kolovoza 1967.) bio je austrijsko-njemački biokemičar. Najpoznatiji je po istraživanju vitamina, za koje je godine 1938. dobio Nobelovu nagradu za kemiju. Istu nije mogao podići zbog izbijanja drugog svjetskog rata. Godine 1944. je proizveo bojni otrov soman.

## Vanjske poveznice
- Karl Grandin, ed. 1938. Richard Kuhn Biography. Les Prix Nobel. The Nobel Foundation. Pristupljeno 29. srpnja 2008.CS1 održavanje: dodatni tekst: authors list (link)
- 1938 Nobel Prize in Chemistry